# Канальный сомик
Канальный сомик (лат. Ictalurus punctatus) — вид лучепёрых рыб из семейства икталуровых (Ictaluridae). Самый многочисленный представитель сомообразных Северной Америки. Этот вид является наиболее добываемым из всех промысловых видов сома, его ловлей в США ежегодно занимается примерно 8 миллионов рыболовов. Канальный сом пользуется популярностью у многих рыболовов из-за быстрого роста и распространённости аквакультуры этого вида на всей территории Соединенных Штатов. Рацион представлен мелкими рыбами, ракообразными и моллюсками, реже пищей служат водные насекомые и мелкие млекопитающие.

## Строение

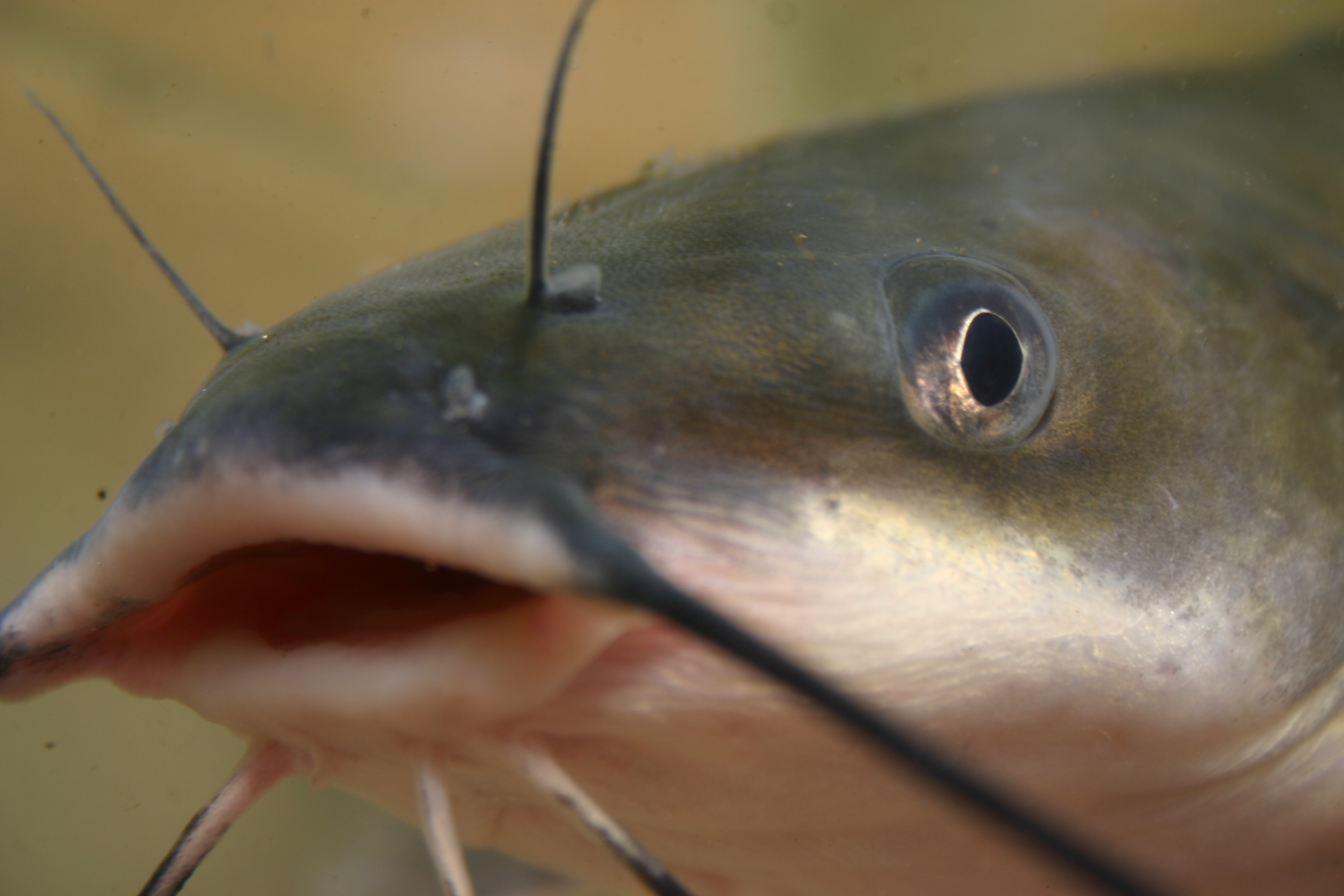
Голова канального сомика

Крупные рыбы, максимальная длина тела 132 см, но обычно не превышающие в длину 57 см и массы 4,5—9 кг. Самый крупный экземпляр весом в 26 кг выловлен в 1964 году из водохранилища компании Santee Cooper в Южной Каролине. В Европе размеры акклиматизированных сомов много меньше: в Дону и Кубани ловятся особи не более 5 кг при средней массе 350—600 г возрастом 2—8 лет. Спина и бока рыб окрашены в тёмные тона — голубовато-оливковые, серые или чёрные; брюхо белое. На боках часто имеются тёмные пятна; старые самцы темнее молодых особей. Крайне редко встречаются особи золотистого оттенка. В аквариумистике распространены альбиносные формы. На голове расположено четыре пары усиков: вблизи ноздрей и углов рта и две пары на подбородке.

## Распространение
Естественный ареал канального сомика — Северная Америка к востоку от Кордильер: юг Канады, центральные районы США, север Мексики. Вид широко распространён в реках, озёрах и водохранилищах — преимущественно в субтропическом поясе, хотя встречается от 27 до 51° с. ш. Разводится в прудах. Канальный сомик был завезён в Европу, а с 1972 года разводится на территории России — в прудах бассейна Кубани. Проник оттуда в речную систему Кубани и Дона, где отмечены стабильные популяции в водоемах с теплыми сточными водами при ГРЭС и ТЭЦ. Разводится в прудовых хозяйствах Подмосковья и на многих уральских водохранилищах с тёплой водой.

## Ловля сома
Канальный сом является хищником и ловится на различную приманку, в том числе сверчков, пузанков, раков, лягушек и моллюсков. Другой способ ловли сома предполагает использование наживок, которые готовятся в виде приманки из таких продуктов, как мёртвые рыбы, мясо, сыр, тесто. Иногда эти приманки готовятся в виде пюре на крючке, иногда их помещают в специальные трубки, чтобы установить на дно. Канальный сом обладает очень чувствительными органами обоняния и вкуса. На ямках их ноздрей расположены органы с очень высокой концентрацией обонятельных рецепторов. У канального сома они обладают чувствительностью, достаточной для обнаружения нескольких аминокислот при концентрации около 1 часть на 100 млн в воде. Кроме того, канальные сомы имеют вкусовые почки, распределённые по всей поверхности тела. Эти вкусовые почки особенно сконцентрированы в 4 парах усов вокруг рта — около 25 шт. на квадратный миллиметр. Такое сочетание исключительного чувства вкуса и запаха позволяет легко находить пищу в темноте и мутной воде.